# Crinia pseudinsignifera
Crinia pseudinsignifera é uma espécie de anfíbio da família Myobatrachidae.
É endémica da Austrália.
Os seus habitats naturais são: florestas temperadas, rios, rios intermitentes, áreas húmidas dominadas por vegetação arbustiva, pântanos, lagos de água doce, lagos intermitentes de água doce, marismas de água doce, marismas intermitentes de água doce, nascentes de água doce, áreas rochosas, terras aráveis, pastagens, plantações , áreas de armazenamento de água, lagoas, escavações a céu aberto, áreas de tratamento de águas residuais, áreas agrícolas temporariamente alagadas e canals e valas.
Está ameaçada por perda de habitat.